# Gare d’Anthéor-Cap-Roux
Gare d'Anthéor-Cap-Roux – przystanek kolejowy w Saint-Raphaël, w departamencie Var, w regionie Prowansja-Alpy-Lazurowe Wybrzeże, we Francji.
Jest przystankiem kolejowym Société nationale des chemins de fer français (SNCF), obsługiwanym przez pociągi TER Provence-Alpes-Côte d’Azur.